# Же (Мен и Лоара)
Же (фр. Gée) насеље је и општина у западној Француској у региону Лоара, у департману Мен и Лоара која припада префектури Анже.
По подацима из 2011. године у општини је живело 437 становника, а густина насељености је износила 68,5 становника/km². Општина се простире на површини од 6,38 km². Налази се на средњој надморској висини од 2 метра (максималној 33 m, а минималној 19 m).

## Демографија
| 1962. | 1968. | 1975. | 1982. | 1990. | 1999. | 2011. |
| ----- | ----- | ----- | ----- | ----- | ----- | ----- |
| 183   | 195   | 196   | 244   | 279   | 287   | 437   |

График промене броја становника у току последњих година